# Heidi Androl

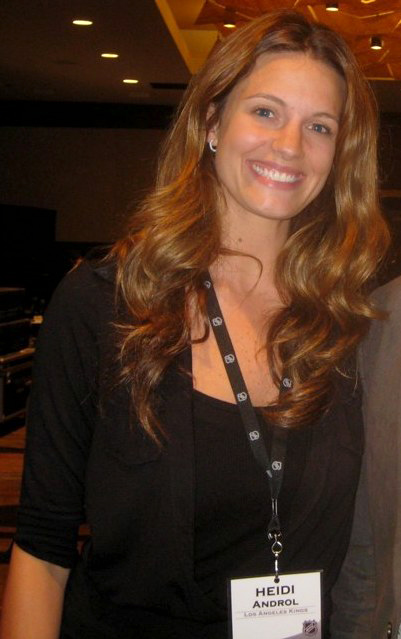
Heidi Androl im Jahr 2008

Heidi Elizabeth Androl (* 29. Oktober 1980 in Unionville, Michigan) ist eine US-amerikanische Sportjournalistin. Bekannt wurde sie durch ihre Tätigkeit für die Sportsender NHL Network und FOX Sports.

## Karriere

### Anfänge
Bereits seit ihrer Kindheit strebte Androl eine Karriere im Bereich der Medien an. Geboren und aufgewachsen in Unionville im US-Bundesstaat Michigan begann sie bereits im Alter von 13 Jahren mit dem Modeln und trat in verschiedenen nationalen und internationalen Print- und Werbekampagnen in Erscheinung. Nachdem sie zunächst den regionalen Campus der Universität von Michigan-Flint besucht hatte, wechselte sie 1998 zur Michigan State University und machte 1999 ihren Abschluss.
Nach dem College und einem anschließenden Sommerurlaub in Südkalifornien entschloss sich Androl nach Los Angeles zu ziehen, was möglicherweise der beste Schritt in ihrem Leben war, da sich eine Reihe von Möglichkeiten im Bereich des Modelns und der Schauspielerei ergaben. Kleinere Jobs gaben ihr anfangs den Anreiz in Kalifornien zu bleiben, ehe sie sich danach für einige Projekte in die Schauspielwelt begab. Ihr Debüt gab sie mit dem Actionfilm Return to the Batcave: The Misadventures of Adam and Burt (deutscher Titel: Auf den Spuren von Batman) im Jahr 2003. Ein Jahr später folgte das Drama The Vision, bevor sie 2005 in dem Horrorfilm The Curse of El Charro neben Danny Trejo und Andrew Bryniarski spielte.
Zwischen 2003 und 2006 nahm Androl ebenfalls die Herausforderung an, in der von Männern dominierten Luft- und Raumfahrtindustrie zu arbeiten, wo sie die Verkaufszahlen und das internationale Marketing dramatisch steigerte und innerhalb kurzer Zeit erst zur nationalen und später zur internationalen Verkaufsleiterin von FDC Aerofilter in der nordkalifornischen Stadt Novato befördert wurde. Im Jahr 2006 nahm sie an der sechsten Staffel der NBC-Sendung The Apprentice teil und erreichte den sechsten Platz. In der Reality-Show ging es darum, einen geeigneten Kandidaten zu finden, der einen mit 250.000 US-Dollar dotierten Einjahresvertrag in einem der Unternehmen von Immobilien-Tycoon Donald Trump erhält.

### NHL Network
Nach ihrem Ausscheiden bei The Apprentice wechselte Androl nahtlos in die Medienbranche und erhielt 2007 ihren ersten Job als „Special Event Host“ bei den Los Angeles Kings, einem Eishockey-Team der National Hockey League (NHL). Das Franchise wollte sich verstärkt auf seiner offiziellen Website präsentieren und so kam der President of Business Operations Luc Robitaille am Rande eines Kings-Spiels im Staples Center mit Androl ins Gespräch. Da er sie aus der Fernsehsendung kannte und sie zudem ein großer Eishockeyfan war, bot er ihr eine Stelle als Moderatorin für das neue Online-Programm Kings Vision an. Dort war sie unter anderem auch für Interviews mit Spielern und Funktionären zuständig. Neben ihrem lockeren und fröhlichen Auftreten brillierte sie vor allem mit ihrem Sachverstand und avancierte später zur Produktionsmanagerin im Bereich Kommunikation. Ab 2008 wurde sie auch von FOX Sports West, dem offiziellen Fernsehpartner der Kings, bei Heimspielen als Reporterin hinter der Bande eingesetzt.
Auch außerhalb der Kings-Organisation fiel ihre Arbeit positiv auf und so engagierte man sie während der Stanley Cup Playoffs 2009 für eine neue tägliche Show auf der offiziellen NHL-Website. Zusammen mit ihrem Co-Moderator Rob Simpson präsentierte Androl die Cisco All-Access Pre-Game Show aus dem NHL Store in New York und gab den Eishockeyfans eine Vorschau auf die anstehenden Playoff-Partien. Im Jahr 2010 berichtete „Hockey Heidi“ von den Olympischen Winterspielen im kanadischen Vancouver und präsentierte in Cisco All-Access Vancouver Update die Begegnungen des Eishockeyturniers, eine Arbeit, die sie in einem Interview als ein Highlight in ihrer Karriere bezeichnete.

### FOX Sports
Nach vier Jahren als Host/Reporter bei den LA Kings, verließ Androl im Sommer 2011 das Broadcast-Team des Clubs, blieb jedoch noch weiterhin für NHL Network tätig. Daneben arbeitete sie in der Folgezeit auch mehrere Jahre beim Sportsender des Pay-TV-Networks Showtime als Reporterin bei Boxwettkämpfen. Seit 2012 ist sie bei FOX Sports, dem Sportsender des US-amerikanischen Fernseh-Networks FOX, angestellt und dort als Reporterin bei den FOX Sports Premier Boxing Champions (PBC) Fight Nights im Einsatz. Darüber hinaus moderiert sie FOX PBC Press Conferences und FOX PBC Weigh-in Shows – also sowohl Pressekonferenzen als auch das offizielle Wiegen mit den teilnehmenden Boxern. Des Weiteren war Androl mehrere Jahre für den Sender bei den Veranstaltungen der US-amerikanischen Mixed-Martial-Arts-Organisation Ultimate Fighting Championship (UFC) tätig, eine Rolle, die sie derzeit auch beim Sportsender ESPN fortsetzt, wenn dieser der ausstrahlender Sender eines Events ist.

## Trivia
Androl hat einige der wichtigsten Persönlichkeiten im Sportbusiness interviewt und über einige der größten Sport- und Unterhaltungsveranstaltungen berichtet, darunter die Olympischen Winterspiele, die Grammy Awards, die American Music Awards, wichtige Filmpremieren, den Super Bowl, die erste 3D-College-Football-Sendung, verschiedene NHL-Sendungen, das NHL All Star Game, das NHL Winter Classic, die NHL Awards und die Stanley Cup Playoffs.
Sie ist seit 31. Mai 2014 mit ihrem langjährigen Partner Michael Guzman verheiratet. Das Paar bekam am 18. Juli 2016 sein erstes gemeinsames Kind, nachdem Androl mit der Hochzeit bereits zwei Stiefkinder aus einer früheren Beziehung ihres Ehemanns bekommen hatte. Die Familie lebt im Großraum Los Angeles und hat Wohnsitze in den eigenständigen Städten Hermosa Beach und Santa Monica.